# Ioan Donca
Ioan Donca (n. 14 martie 1940, Satu Mare, România) este un diplomat român de carieră, cu o activitate remarcabilă în cadrul Ministerului Afacerilor Externe, desfășurată între anii 1965 și 2009.

## Educație
- 1963: Licențiat în Drept la Universitatea Babeș-Bolyai din Cluj-Napoca.
- 1965: Studii postuniversitare la Universitatea din București.
- 1969: Cursuri postuniversitare la Academia de Drept Internațional de la Haga, Olanda.[2]

## Carieră diplomatică
- 1965-1968: Atașat în cadrul MAE al României.
- 1968-1972: Secretar III în MAE.
- 1972-1976: Secretar II în MAE.
- 1976-1984: Însărcinat cu afaceri la Ambasada României în Malaysia.
- 1990-1992: Prim-secretar, consilier și ministru-consilier, adjunct al șefului misiunii la Ambasada României din Budapesta, Ungaria.
- 1992-1993: Însărcinat cu afaceri în Ungaria.
- 1993-1997: Ambasador al României în Ungaria.
- 1997-1999: Director general în MAE, responsabil pentru Asia, Orientul Mijlociu, Africa și America Latină.
- 1999-2002: Ambasador al României în Republica Populară Chineză și, din 2000, și în Mongolia, cu reședința la Beijing.
- 2002-2005: Ambasador cu misiuni speciale în MAE.
- 2005-2008: Ambasador al României în Federația Rusă.[3]

După încheierea activității în MAE în 2009, Ioan Donca a continuat să fie activ în domeniul diplomatic și de afaceri. A fost consilier personal al președintelui Niro Investment Group, cu rang de director general, și a fost numit consul onorific al Republicii Letonia în România în 2011. De asemenea, a fost membru al Consiliului Director al Fundației Universitare a Mării Negre din 2013.
De-a lungul carierei, Ioan Donca a fost decorat cu diverse distincții românești și din străinătate, inclusiv Ordinul pentru Merit în grad de Comandor, acordat de Președintele României în anul 2000.

## Controverse
Donca a fost implicat în scandalul renovării Ambasadei României la Budapesta de unde a reieșit o pagubă de aproape 200.000 USD, dar și în afacerea Zambaccian cercetată în prezent de DNA, în care protagonist este fostul premier Adrian Năstase.